# Кондратијевљеви таласи
Кондратијевљеви таласи су дугорочни, полувековни привредни циклуси названи по руском економисти Николају Кондратијеву. У својој књизи Дуги таласи у економском животу из 1925. године тврдио је да је идентификовао те дуготрајне привредне циклусе. Емпиријска утемељеност Контратијевљевих таласа је слаба.
Будући да концепт дуготрајних таласа суштински значи да је капитализам стабилан систем, као и да је марксистичка идеологија тврдила да је капитализам систем који се самоуништава, Кондратијев је завршио у стаљинистичком логору, где је стрељан 1938. године.